# Sachtler
Sachtler GmbH és un fabricant de productes de suport per a càmeres i de focus de càmera. L'empresa es va fundar en 1958 i des de 1995 pertany al Vitec Group plc., amb seu a Gran Bretanya.
Wendelin Sachtler va ser operador de càmera, actor i inventor. El 1958 va desenvolupar el seu propi cap de trípode. Aquest anomenat cap giroscòpic no només podia girar i inclinar-se, sinó que també estava esmorteïda per un sistema de giroscopis. La demanda fluida d'aquest cap per part dels seus col·legues va portar finalment a la fundació de la companyia Sachtler.

## Companyia
La companyia va iniciar la seva marxa el 1958 en un petit taller en München-Schwabing de la mà del seu fundador, Wendelin Sachtler. Després de dos trasllats, Sachtler GmbH va establir la seva seu central en Eching, prop de Múnic, el 2004. Sachtler disposa a nivell mundial d'una plantilla de 150 empleats i té representants en més de 140 països. Els centres de producció es troben a Alemanya, Costa Rica i Gran Bretanya.
El 1992 els enginyers de desenvolupament de Sachtler van ser galaronados amb l'"Óscar tècnic" pel desenvolupament dels seus innovadors caps fluids.
El 2001 Sachtler juntament amb Curt O. Schaller va llançar al mercat el sistema d'estabilització per a càmeres Artemis. Aquest sistema va ser el primer sistema estabilitzador per a càmeres modular del món, així mateix com els sistemes d'Artemis en alta definició (HD) van ser en el seu moment els primers estabilitzadors per a càmeres Full-HD del món.

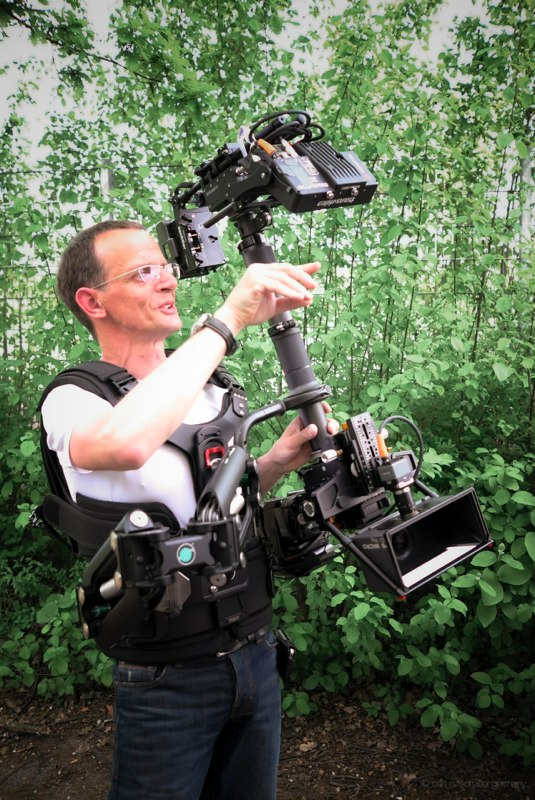
Curt O. Schaller: artemis Cine HD Pro de Sachtler

Desenvolupat per Curt O. Schaller, juntament amb l'enginyer doctorat Roman Foltyn en 2015, el Artemis Trinity-System és el primer sistema d'estabilització per a càmeres del món que combina un sistema d'estabilització mecànic i electrònic.
A l'abril de 2016 ARRI va adquirir de Sachtler / Vitec Videocom el sistema Artemis d'estabilització de càmeres desenvolupat per Curt O. Schaller.

## Productes
- Suport per a càmeres
- Focus de càmera

En el camp del suport per a càmeres, Sachtler fabrica caps fluids, trípodes i pedestals i, en el camp dels focus de càmera, focus LED, així com lluminàries llum dia i lluminàries tungstè.